# Kotuń (gemeente)
De gemeente Kotuń is een landgemeente in het Poolse woiwodschap Mazovië, in powiat Siedlecki.
De zetel van de gemeente is in Kotuń.
Op 30 juni 2004 telde de gemeente 8471 inwoners.

## Oppervlakte gegevens
In 2002 bedroeg de totale oppervlakte van gemeente Kotuń 149,87 km², waarvan:
- agrarisch gebied: 69%
- bossen: 20%

De gemeente beslaat 9,35% van de totale oppervlakte van de powiat.

## Demografie
Stand op 30 juni 2004:
| Omschrijving                   | Totaal | Totaal | Vrouwen | Vrouwen | Mannen | Mannen |
| ------------------------------ | ------ | ------ | ------- | ------- | ------ | ------ |
| eenheid                        | aantal | %      | aantal  | %       | aantal | %      |
| inwoners                       | 8471   | 100    | 4264    | 50,3    | 4207   | 49,7   |
| bevolkingsdichtheid (inw./km²) | 56,5   | 56,5   | 28,5    | 28,5    | 28,1   | 28,1   |

In 2002 bedroeg het gemiddelde inkomen per inwoner 1320,59 zł.

## Administratieve plaatsen (sołectwo)
Albinów, Bojmie, Broszków, Chlewiska, Cisie-Zagrudzie, Czarnowąż, Gręzów, Jagodne, Józefin, Kępa, Koszewnica, Kotuń, Łączka, Łęki, Marysin, Mingosy, Niechnabrz, Nowa Dąbrówka, Oleksin, Pieńki, Pieróg, Polaki, Rososz, Ryczyca, Sionna, Sosnowe, Trzemuszka, Tymianka, Wilczonek, Żdżar, Żeliszew Duży, Żeliszew Podkościelny.

## Aangrenzende gemeenten
- Grębków, Kałuszyn, Mokobody, Mrozy, Siedlce, Skórzec